# David Del Tredici
David Del Tredici (* 16. März 1937 in Cloverdale, Kalifornien; † 18. November 2023 in Manhattan) war ein US-amerikanischer Komponist.

## Leben
Mit 17 Jahren gab er sein Debüt am Klavier beim San Francisco Symphonieorchester. Del Tredici studierte Musik an der University of California, Berkeley und an der Princeton University, wo er 1964 einen M.F.A. erreichte. Er studierte dort Komposition bei Earl Kim, Seymour Shifrin und Roger Sessions.
Ab Mitte der 1960er Jahre lehrte Del Tredici an verschiedenen Universitäten, u. a. an der Harvard University (1966–1972), Boston University (1973–1984), Yale University (1999–2000) und am City College of New York (1984–2015).
Seine frühen komponierten Werke beschäftigen sich mit James Joyce (I Hear an Army, Night Conjure-Verse, Syzygy) und eine Dekade lang mit dem Werk von Lewis Carroll (Pop-Pourri, An Alice Symphony, Vintage Alice und Adventures Underground, Final Alice, Haddock’s Eyes). Für die Komposition In Memory of a Summer Day erhielt er 1980 den Pulitzer-Preis für Musik. Seine späteren komponierten Werke beschäftigen sich mit Allen Ginsberg, Thom Gunn, Paul Monette, James Broughton, Colette Inez und Alfred Corn. Del Tredici war als Hochschullehrer für Musik am City College of New York tätig. Zu seinen Schülern, die bei ihm studiert haben, gehören unter anderem John Adams, Richard St. Clair, Tison Street und Randall Woolf. Del Tredici lebte mit seinem Lebensgefährten in Greenwich Village, New York City.
Ab 1984 war er Mitglied der American Academy of Arts and Letters.
Er starb am 18. November 2023 im Alter von 86 Jahren in Manhattan.

## Kompositionen (Auswahl)
- 1958: Soliloquy für Klaviersolo
- 1959: Six Songs für Stimme und Klavier (Text von James Joyce)
- 1960: Scherzo für Klavier, vierhändig
- 1964: I Hear An Army (Text von James Joyce)
- 1966: Syzygy für Sopran, Horn und Orchester
- 1968: Pot-Pourri für Sopran, Rockgruppe, Chor und Orchester
- 1969: An Alice Symphony für Sopran, Folkgruppe und Orchester. Texte von Alice’s Adventures in Wonderland von Lewis Carroll
- 1971: Adventures Underground für Sopran und Orchester. Texte von Alice’s Adventures in Wonderland von Lewis Carroll
- 1976: Final Alice, eine Oper in Konzertform für Sopran, Folkensemble und Orchester
- 1980–81: Child Alice, („In Memory of a Summer Day“, „Happy Voices“, „In the Golden Afternoon“, „Quaint Events“) für Sopran und Orchester
- 1985: Haddock’s Eyes für Sopran und 10 Instrumente
- 1986: Tattoo für Orchester
- 1990: Steps für Orchester
- 1999: Dracula – nach einer Geschichte von Alfred Corn
- 1999: Three Baritone Songs
- 1998: Miz Inez Sez für Sopran und Klavier – Gedichte von Colette Inez
- 1996–2000: Gay Life
- 2005: Rip Van Winkle für Erzähler und Orchester

## Preise und Auszeichnungen (Auswahl)
- 1980: Pulitzer-Preis/Musik